# Ekersepoort

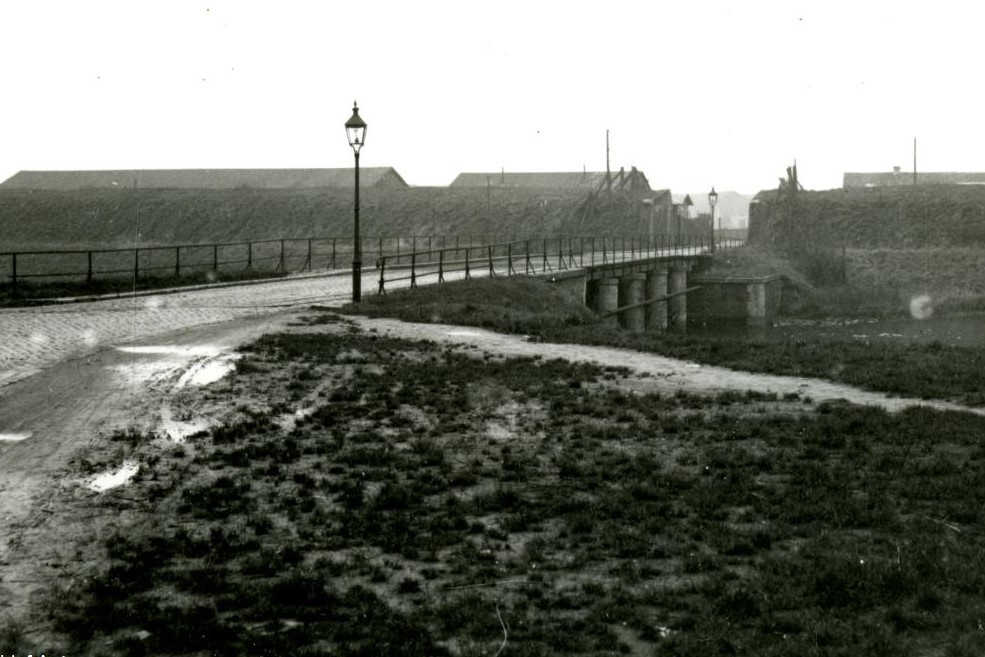
Ekersepoort omstreeks 1900

De Ekersepoort was een in 1859 onder Brialmont gebouwde en in 1930 met de bouw van het Straatsburgdok gesloopte poort in de Stelling van Antwerpen die het noorden van Antwerpen met de weg naar Ekeren verbond. De poort kende geen poortgebouw met overwelfde doorgang en lag op de scheiding van de fronten 2 en 3.
Van noord naar zuid met de klok mee: Oosterweelsepoort · Ekersepoort · Bredapoort · Schijnpoort · Turnhoutsepoort · Herentalsepoort · Leopoldpoort · Louisapoort · Borsbeeksepoort · Spoorbaanpoort · Berchemsepoort · Mechelsepoort · Edegemsepoort · Wilrijksepoort · Sint-Laureinspoort · Kielsepoort · Boomsepoort · Spoorwegpoort · Sint-Bernardsepoort · Sint-Michielspoort · Hobokensepoort